# Arrondissement Puget-Théniers
Puget-Théniers is een voormalig arrondissement in het departement Alpes-Maritimes in de Franse regio Provence-Alpes-Côte d'Azur. Het arrondissement werd een eerste keer opgericht in 1798 en opgeheven in 1814 toen het gebied na de val van het Empire verloren ging voor Frankrijk. Na de aanhechting van het graafschap Nice op 23 juni 1860 werd het opnieuw opgericht als deel van het eveneens heropgerichte departement Alpes-Maritimes. Het arrondissement werd definitief opgeheven in 1926, de zeven kantons werden toegevoegd aan het arrondissement Nice.

## Kantons
Het arrondissement was samengesteld uit de volgende kantons:
- kanton Beuil
- kanton Gilette
- kanton Guillaumes
- kanton Puget-Théniers
- kanton Roquesteron
- kanton Saint-Étienne-de-Tinée
- kanton Villars-sur-Var